# 차이나 무비 채널
차이나 무비 채널(영어: China Movie Channel, 중국어: 中国电影频道)는 중화인민공화국의 영화 제작 및 배급 기업이다.

## 협업 영화
- 트랜스포머: 사라진 시대 (with 파라마운트 픽쳐스, 플래티넘 듄스, 디 보나벤투라 픽처스)
- 미션 임파서블: 로그네이션 (with 배드 로봇 프로덕션스, 스카이댄스 미디어, 크루즈/와그너 프로덕션스, 알리바바 픽처스)